# Absolute (Album)
Absolute ist das Debütalbum des deutschen Sängers Mike Leon Grosch. Der Zweitplatzierte der dritten Staffel von Deutschland sucht den Superstar setzt hiermit den souligen Schmusepop aus DSDS fort.

## Titelliste
Einige Titel des Albums sind von bekannten Künstlern geschrieben worden, so u. a. von Bryan Adams und Laith Al-Deen.
Das Album war in drei verschiedenen Versionen zu erhalten. Die Basic Edition enthält zwölf Titel, aber kein Booklet. Die Standard Edition hatte ein Booklet und obendrein den Zusatzsong Helpless When She Smiles. Die Premium Edition enthielt neben dem Zusatzsong auch Love's Divine, da dieser Titel wegen Groschs Stimmenähnlichkeit zu Seal oft von ihm bei DSDS gesungen wurde. Außerdem gibt es auf dieser CD auch eine Studioaufnahme von We've Got Tonight, das Grosch mit seiner damaligen Freundin Vanessa Jean Dedmon singt und bereits in einer Vorstufensendung von DSDS mit ihr zusammen interpretiert hatte. Ferner sind auch das Musikvideo zu Don't Let It Get You Down und ein Making-of-Video enthalten.
1. This Ride
2. Confessional
3. Don’t Let It Get You Down
4. Already Been Too Long
5. 24 Hours
6. Wonderful
7. From the Middle
8. Winter in July
9. Not to Love You
10. Ain’t That the Way
11. No Ordinary Love
12. Wonderful Tonight
13. Helpless When She Smiles (Bonustitel)
14. We’ve Got Tonight (mit Vanessa Jean Dedmon) (Bonustitel)
15. Love’s Divine (Bonustitel)
16. Don’t Let It Get You Down (Video Clip)
17. Making of the Album (Video)

## Erfolg
Die Höchstplatzierung des Albums war vom 9. bis 16. Juni 2006 Platz zwei der deutschen Albumcharts. Danach konnte es sich zwei Wochen in den Top 10 halten.

## Single-Auskoppelungen

### Don’t Let It Get You Down
Der Song stammt aus der Feder von Kiko Masbaum, Michelle Leonard und Sean Colon. Uraufgeführt wurde er am 18. März 2006 im Rahmen des Finales von DSDS, in dem Grosch aber nur den zweiten Platz belegte. Zur Überraschung vieler bekam er aber trotzdem sofort einen Vertrag mit Sony BMG angeboten, sodass sein Finaltitel ebenfalls veröffentlicht werden konnte. Der Song stieß am 5. Mai DSDS-Gewinner Tobias Regners I Still Burn von der Spitze. Nach nur einer Woche rutschte der Titel auf Platz drei.

### Confessional
Seit dem 11. August 2006 war auch Confessional als Single erhältlich, da es laut Grosch der Titel ist, der „auf der Tour bei den Fans am besten ankam“.

## Cover-Songs
Der Bonus-Track Helpless When She Smiles wurde 2007 von den Backstreet Boys gecovert und für Werbemaßnahmen für ihr neues Album im Internet verbreitet. Die polnische Popsängerin Natalia Lesz coverte Confessional für ihr 2008 erschienenes, erstes Album „Natalia Lesz“.

## Konzert-Tour
Zusammen mit dem DSDS-Gewinner und seinem guten Freund Tobias Regner ging er 2006 auf eine einmonatige Deutschland-Tour mit dem Titel Absolute Straight. Die zwei Wörter dieses Namens entsprechen dabei den Albumtiteln von Regner („Straight“) und Grosch. Das letzte Konzert fand am 15. Juni in Halle (Westf.) statt.